# Rhyacophila chordata
Rhyacophila chordata là một loài Trichoptera trong họ Rhyacophilidae. Chúng phân bố ở miền Tân bắc.